# Edvard Plantagenet, 17. jarl af Warwick
Edvard Plantagenet, 17. jarl af Warwick (25. februar 1475 - 28. november 1499) var søn af Georg Plantagenet, 1. hertug af Clarence, og en potentiel prætendent til den engelske trone under både sin onkel, Richard 3. (1483-1485) og Richards efterfølger, Henrik 7. (1485– 1509). Han var også en yngre bror til Margaret Pole, 8. grevinde af Salisbury. Edvard blev dømt og henrettet for forræderi i 1499.

## Liv
Han blev født den 25. februar 1475 i Warwick, familiehjem for hans mor, hertuginden af Clarence, tidligere Lady Isabel Neville, ældste datter af Richard Neville, 16. jarl af Warwick. Han blev indsat som jarl af Warwick i 1478 kort efter at hans far var blevet dømt for tab af ære, liv og gods og henrettet for forræderi. Hans potentielle krav på tronen efter afsættelsen af hans fætter Edvard 5. i 1483 blev ignoreret på grund af argumentet om, at hans fars tab af ære, liv og gods også udelukkede Warwick fra arvefølgen (dog kunne dette ændres ved en parlamentslov). På trods af dette blev han slået til ridder i York af Richard 3. i september 1483.
I 1480 blev Warwick blev en myndling under kong Edvard 4.'s stedsøn, Thomas Grey, 1. markis af Dorset, der som som hans værge havde magten til at beslutte, hvem han skulle giftes med. Clements Markham skrev i 1906, at Richard 3. havde "befriet" Warwick fra Tower of London, hvor Dorset havde placeret ham. Der er dog ingen samtidige kilder til denne påstand, selvom Dorset var Constable of the Tower. Dominic Mancini skrev, at Richard, da han blev konge, "gav ordre om, at sønnen af hertugen af Clarence, hans anden bror, da en dreng på ti år, skulle komme til byen, og befalede, at drengen skulle holdes i sin hustrus husstand".
John Rous (død 1492) skrev, at efter Richard 3.'s eneste legitime søn, Edvard af Middlehams, død, gjorde Richard 3. Warwick til sin tronarving. Der er imidlertid ingen andre beviser for dette, og historikere har påpeget, at det ville være ulogisk for Richard at hævde, at Clarences tab af ære, liv og gods udelukkede Warwick fra arvefølgen, samtidig med at han udnævnte ham som sin arving. Imidlertid blev Edvard i 1485, efter Richards dronning, Anne, død indsat som jarl af Salisbury gennem sin mors ret, som havde været medarving til jarldømmet sammen med Anne.

## Indespærring og henrettelse
Efter kong Richards død i 1485 blev Warwick, kun ti år gammel, holdt som fange i Tower of London af Henrik 7. Hans krav på tronen, om end svækket, forblev en potentiel trussel mod Henrik, især efter fremkomsten af af tronprætendenten Lambert Simnel i 1487. I 1490 blev hans titel som jarl af Warwick på bekræftet trods af hans fars tab af ære, liv og gods (hans krav på Warwick kom fra hans mor). Men han forblev fange indtil 1499, hvor han (villigt eller uvilligt) blev involveret i en flugtsammensværgelse sammen med Perkin Warbeck.
Den 21. november 1499 blev Warwick bragt for retten i Westminster, der bestod af medlemmerne af højadelen, ledet af John de Vere, jarl af Oxford. En uge senere blev Warwick halshugget for forræderi på Tower Hill. Henrik 7. betalte for at hans legeme og hoved blev ført til Bisham Abbey i Berkshire for begravelse. Man troede på det tidspunkt, at Warwick blev henrettet som reaktion på presset fra Ferdinand 2. af Aragonien og Isabella 1. af Kastilien, hvis datter, Katarina af Aragonien, skulle giftes med Henriks arving, Arthur. Det siges, at Katarina følte sig meget skyldig over Warwicks død og mente, at hendes vanskeligheder senere i livet var straf for dette.
En række historikere har hævdet, at Warwick havde et psykisk handicap. Denne formodning er baseret på en erklæring fra krønikeskriveren Edward Hall om, at Warwick var blevet holdt fængslet så længe "uden at have nydt menneskeligt selskab og synet af dyr, i så voldsom grad, at han ikke kunne skelne en gås fra en kapun."
Ved Warwicks død uddøde Huset Plantagenet i den legitime mandlige linje. Imidlertid fortsatte de overlevende sønner af hans faster Elizabeth, hertuginde af Suffolk, med at gøre krav på tronen for Huset York.